# Brotschberg
Der Brotschberg ist ein 542 Meter hoher Berg in den Vogesen im Département Bas-Rhin im Elsass. Er liegt in der Nähe des Dorfs Haegen bei Zabern. Auf seinem Gipfel steht ein Aussichtsturm, der vom Vogesenclub im Jahr 1897 errichtete, 16 m hohe Brotschbergturm (Tour du Brotsch).

## Tourismus

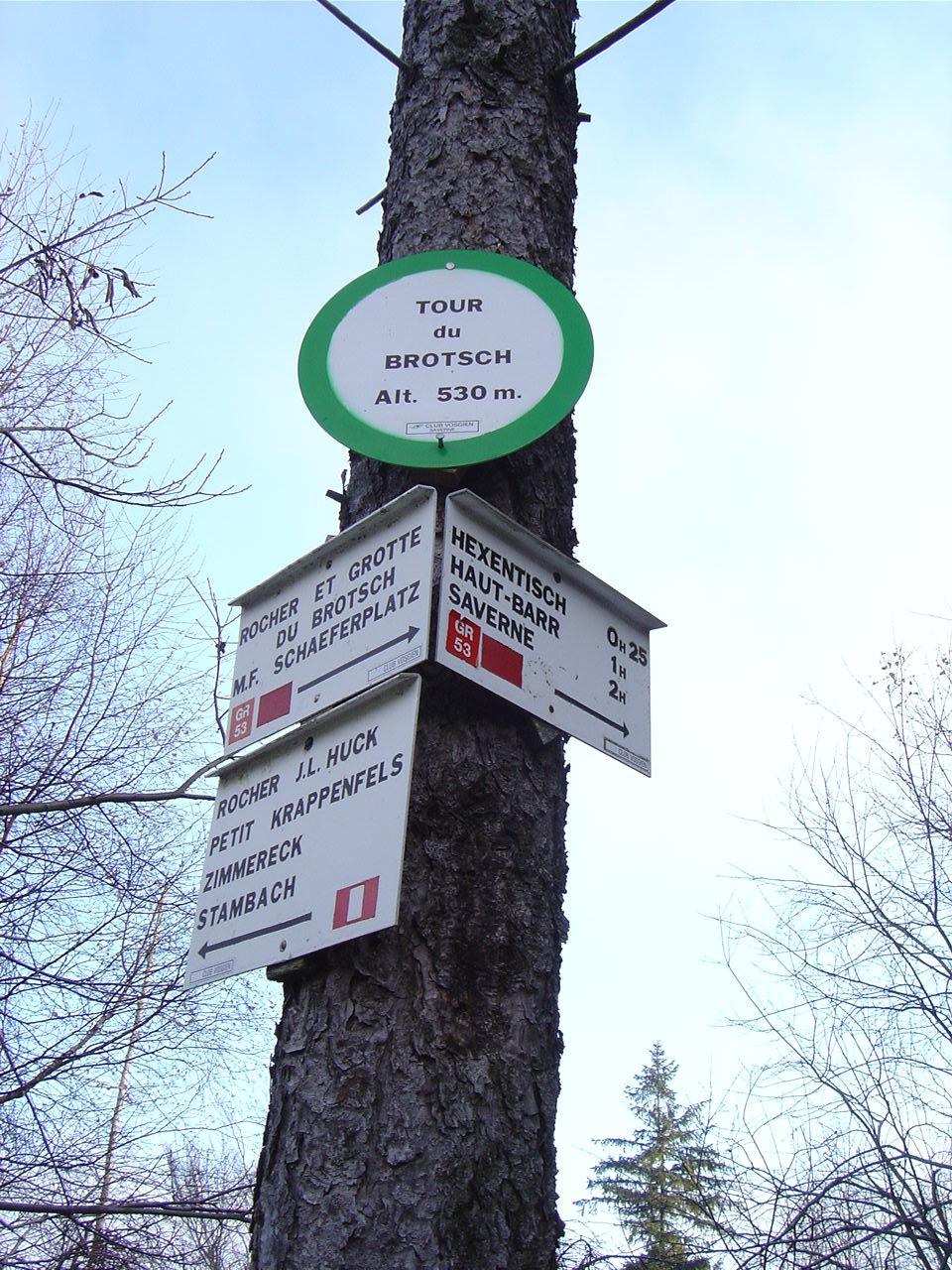
Wegmarkierungen am Brotschbergturm

Der Brotschbergturm bietet eine weite Aussicht auf die Rheinebene und die lothringische Hochfläche.